# تک‌بال
تک بال یک ورزش با توپ است که بر روی میز منحنی بازی می‌شود و ترکیبی از عناصر فوتبال و تنیس روی میز است.
بازیکنان با هر قسمتی از بدن به جز بازوها و دست‌ها توپ را می‌زنند. تک بال را می‌توان بین دو بازیکن به صورت تک بازی یا بین چهار بازیکن به صورت دو نفره بازی کرد. این بازی در سطح بین‌المللی توسط فدراسیون بین‌المللی تک‌بال (FITEQ) ارائه می‌شود. تعدادی از فوتبالیست‌های درجه یک جهان جذب این بازی شده‌اند و پس از اضافه شدن به برنامه‌های بازی‌های ساحلی آسیایی ۲۰۲۱ و بازی‌های اروپایی ۲۰۲۳، اکنون این ورزش برای حضور در المپیک هدف گذاری شده‌است.
تک‌بال در اوت ۲۰۱۸، توسط کمیته المپیک آسیا (OCA) به رسمیت شناخته شد. در ژوئن ۲۰۱۹ به‌طور رسمی توسط انجمن کمیته‌های ملی المپیک آفریقا به رسمیت شناخته شد. در نوامبر ۲۰۲۰، فدراسیون بین‌المللی تک‌بال، عضویت کامل اتحادیه جهانی فدراسیون‌های ورزشی را دریافت کرد.